# أديلسون رودريغوس فييرا
أديلسون رودريغوس فييرا هو لاعب كرة قدم برازيلي في مركز الدفاع، ولد في 31 يوليو 1941 في ريو دي جانيرو في البرازيل. لعب مع جمعية بورتوغيزا الرياضية ونادي ساو باولو.